# Llista de l'Assemblea Nacional Assíria
Llista de l'Assemblea Nacional Assíria fou una coalició electoral assíria que es va presentar a les eleccions constituents de l'Iraq el gener del 2005. La formaven el Congrés Nacional Assiri (una organització americana amb poca presència a l'Iraq) i una part del Partit Democràtic de Bet Nahrain dirigida per Sargon Dadesho, mentre una altra part dirigida per Romeo Hakkari va donar suport a l'Aliança Democràtica Patriòtica del Kurdistan. No va obtenir cap representació i de fet va desaparèixer de la política quedant només el sector de Romeo Hakkari.